# Aeródromo San Lorenzo
El Aeródromo San Lorenzo (OACI: SCDQ) es un terminal aéreo ubicado en la localidad de Duqueco en la comuna de Los Ángeles, Provincia del Biobío, Región del Biobío, Chile. Es de propiedad privado.